# Acotz
 (décembre 2024).
Si vous disposez d'ouvrages ou d'articles de référence ou si vous connaissez des sites web de qualité traitant du thème abordé ici, merci de compléter l'article en donnant les références utiles à sa vérifiabilité et en les liant à la section « Notes et références ».
Acotz (en basque Akotz) est un quartier de commune de Saint-Jean-de-Luz dans le département des Pyrénées-Atlantiques. Il est situé au nord-ouest de la commune de Saint-Jean-de-Luz, à cinq kilomètres du centre-ville et à seulement un kilomètre du centre-ville de Guéthary.
Il est traversé par la ligne ferroviaire Bordeaux-Hendaye et desservi par la RN10 devenue D810, dénommée avenue André Ithurralde. Une piste cyclable et un sentier pédestre aménagés sur le littoral en direction de Guéthary, empruntent en partie le même itinéraire d'une ancienne voie de tramway. Ce dernier reliait en 1924 Bayonne à Hendaye par Guéthary, à la gare construite par les Voies ferrées du Midi. Sur les hauteurs de la plage de Cenitz, il ne fonctionna qu'une dizaine d'années car peu rentable.

## Toponyme
Acotz est documenté sous les formes Accotz sur la carte de Cassini et Akotz sur la carte IGN.

## Histoire
Les premiers actes écrits concernant Saint-Jean-de-Luz (en basque Donibane Lohizune) datent du XIIe siècle, mais le site est habité dès le Paléolithique. Les premiers habitants sédentaires se groupèrent d'abord sur les hauteurs d'Acotz et de Bordagain, baignées à marée haute par les eaux de l'embouchure de la Nivelle. Cette dernière était beaucoup plus vaste que de nos jours et remplie de boue noire et épaisse à marée basse.

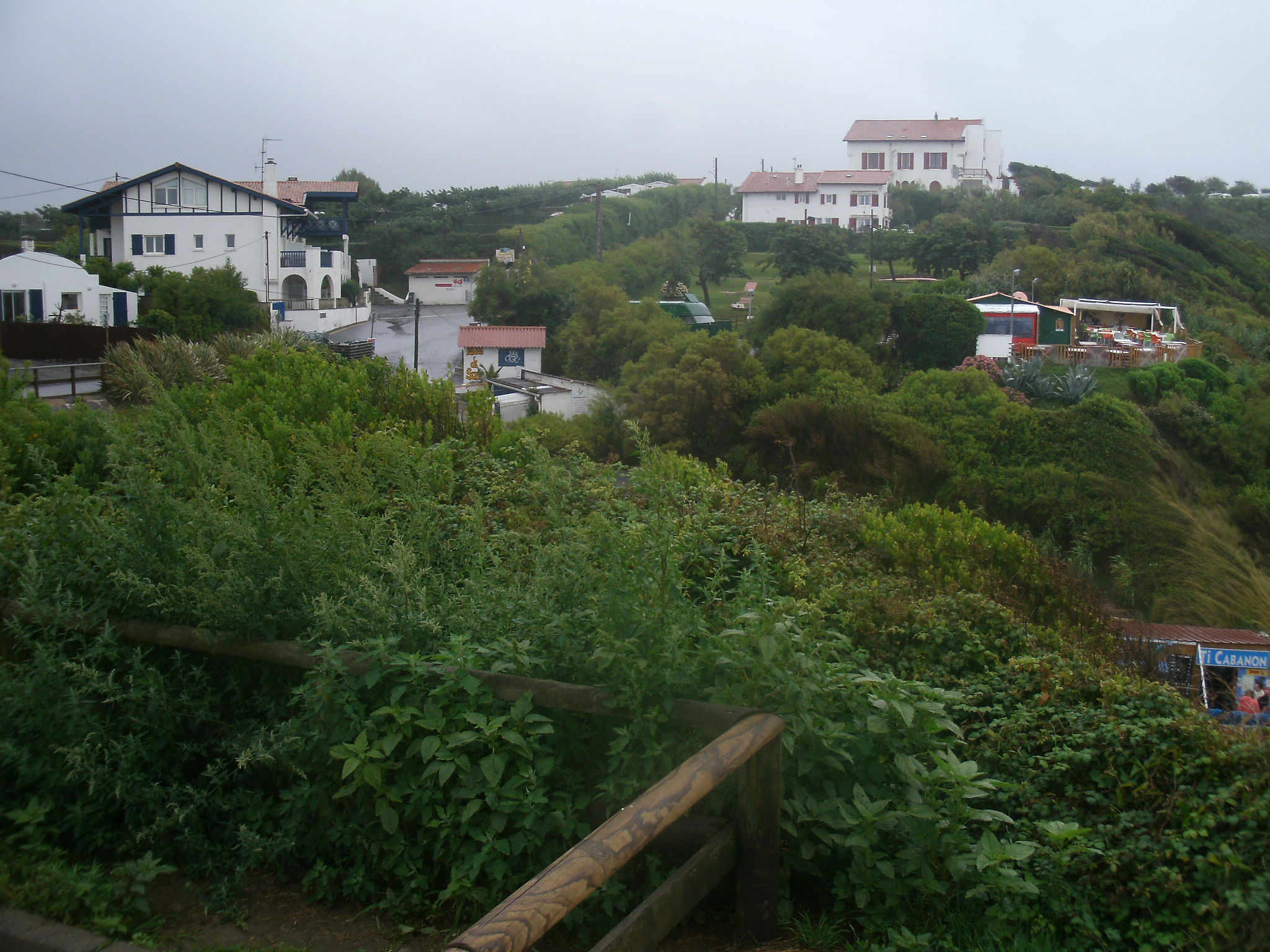
Vue du quartier Acotz.

Au XVIIe siècle, le sieur d'Etchebiague possédait la moitié des terres d'Acotz. La moitié du "moulin de Romardy" bâti sur ses terres lui appartenait, un quart aux bourgeois de la ville et pour l'autre quart aux paysans d'Acotz. Le moulin devint très tôt la propriété à part entière des maîtres d'Etchebiague, les d'Olabaratz dont neuf membres furent bayles de Saint-Jean-de-Luz de 1652 à 1757, et qui conservèrent le domaine pendant 300 ans, jusqu'en 1839.
En 1854, Napoléon III, en séjour à Biarritz, s'intéresse au sort de la ville qui voit s'échouer un grand nombre de bateaux. Il arrête les grandes lignes d'un programme qui prévoit la construction de trois digues : une à Socoa, une à Sainte-Barbe et une dernière sur les fonds de l'Artha. Il fallut attendre les fêtes du centenaire de l'Artha, pour repenser aux actes de Napoléon III et donner son nom à une route qui sinue entre les campings d'Acotz.

## Géographie

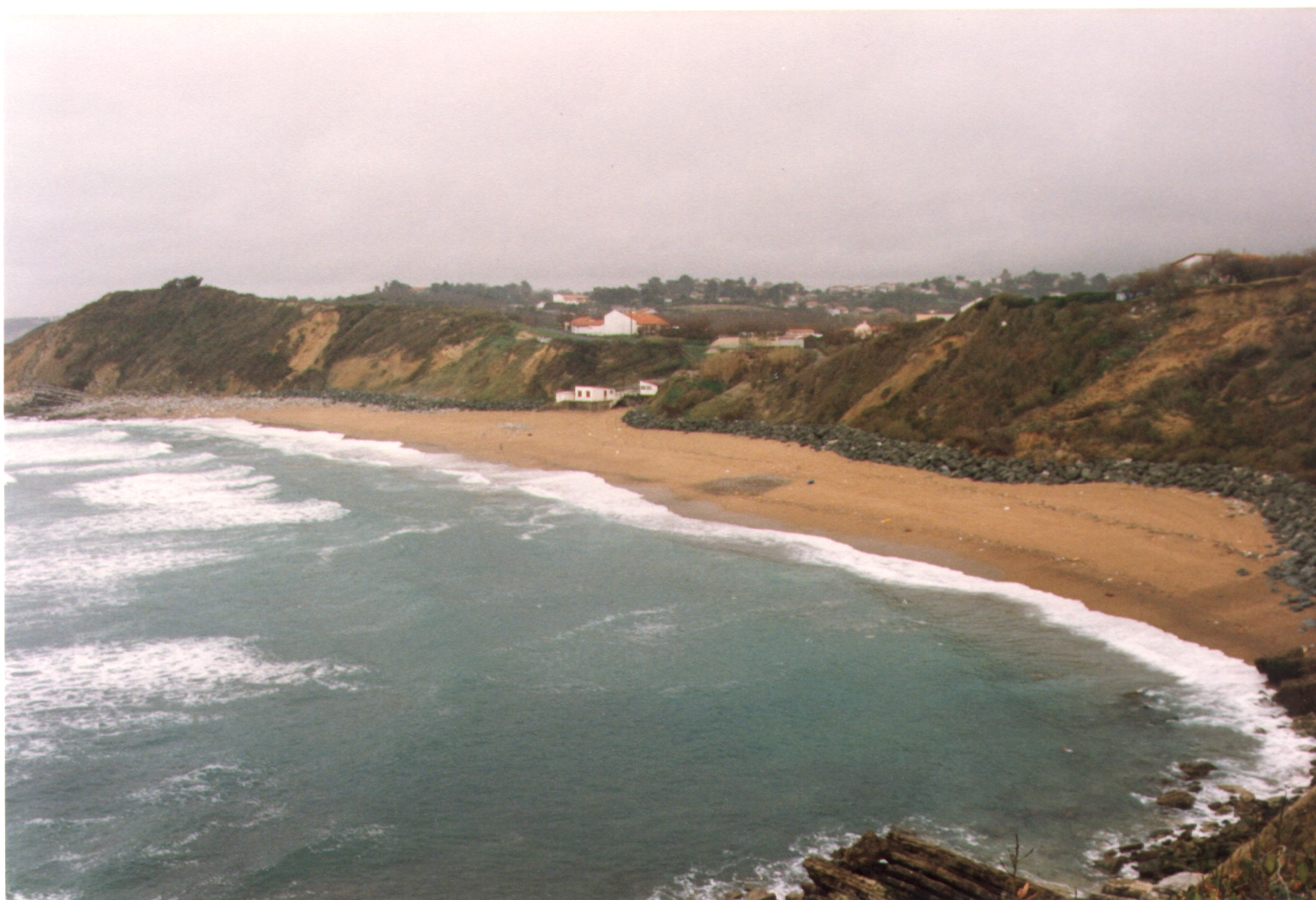
La plage de Mayarco.

Situé sur la commune de Saint-Jean-de-Luz, le quartier était autrefois un de ses greniers car exclusivement voué aux activités agricoles. Il conserve aujourd'hui encore un aspect semi-rural malgré le déclin des cultures de maïs principalement et des pâturages. Le quartier a aujourd'hui sur son territoire une douzaine de campings, quelques résidences de tourisme et des lotissements tels que Kokotia, Beraun ou Argi Eder (« Belle lumière » en basque). 
La densité de population est faible dans ce quartier car la plupart des activités économiques qui y sont implantées sont saisonnières excepté un bar. (Restaurants, mini-golf, etc.)
Plusieurs plages sablonneuses, très fréquentées en été, sont localisées sur le territoire d'Akotze : Du nord au sud, 
- la plage de Lafiténia connue pour ses vagues surfées à longueur d'année (spot célèbre où Quiksilver, implanté dans la zone d'activité toute proche de Jalday, organise des compétitions de surf de haut niveau en collaboration avec l'association Lafitenia Surf) ;
- la plage de Mayarco (au lieu-dit Mayarcoenia: présence de rochers) ;
- la plage de Sénix ou Cénitz (ban de galets et rochers) qui est la plus septentrionale et partagée avec la commune de Guéthary. Elle fut aussi au début du XXe siècle une carrière.

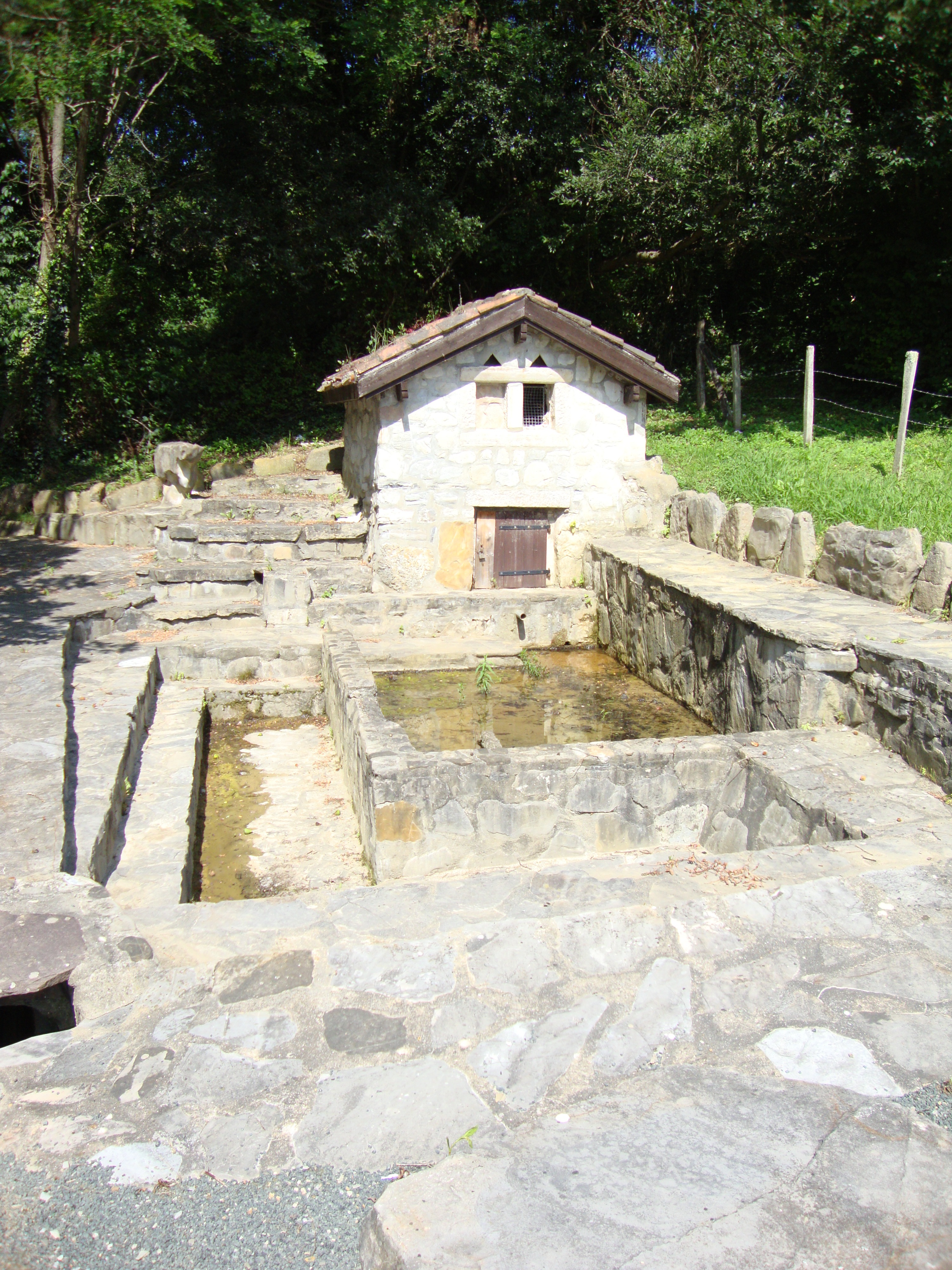
Petit lavoir restauré dont la maisonnette abrite la fontaine.

Le quartier dépend historiquement de la paroisse de Guéthary et possède une chapelle en propre du nom basque de Mariaren Bihotz Garbiari dédiée au Sacré-Cœur-de-Marie. Aujourd'hui, la chapelle fait partie de la paroisse Saint-Joseph-des-Falaises de Bidart avec l'église Notre-Dame-de-l'Assomption de Bidart et l'église Saint-Nicolas de Guéthary.
Au-delà du lieu-dit Chiba(o)u, on débouche sur la plage d'Erromardie (toponyme parfois écrit Erromardy, alors que la graphie exacte est Erromardi) mais c'est là, déjà, un autre quartier. Au titre des curiosités : l'incertitude qui règne quant à l'appellation de certaines voiries d'Acotz (les autochtones préfèrent donner un nom à leur maison pour s'y retrouver) et la présence du Donibane Ziburuko Gaztetxea (littéralement, la "maison des jeunes de Saint-Jean et Ciboure") depuis 1990, date de sa fondation, excentré par rapport à l'agglomération et situé à proximité de l'accès principal à la grève de Lafiténia. Cette bâtisse était autrefois une école élémentaire qui a accueilli pendant plusieurs décennies les élèves du quartier. 
À l'est d'Acotz se trouvent d'une part, sur l'itinéraire reliant le quartier à la zone d'activité de Jalday, la ferme Berain - ou Beraun (devenue un écomusée) et d'autre part, sur la route d'Ahetze, le quartier Sarailh, dont les habitants se considèrent parfois, eux aussi, comme des Akotzarrak (habitants d'Acotz) bien qu'ils résident à l'est de la route nationale et de l'autoroute, ce qui les "coupe" quelque peu du quartier proprement dit.